# Roncus sutikvae
Espèce
Roncus sutikvae est une espèce de pseudoscorpions de la famille des Neobisiidae.

## Distribution
Cette espèce est endémique de Croatie. Elle se rencontre à Solin vers Mravince.

## Description
Les femelles mesurent de 2,91 à 3,12 mm.

## Systématique et taxinomie
Cette espèce a été décrite par Ćurčić, Rađa, Dimitrijević, Vesović, Ćurčić et Ćurčić en 2021.

## Étymologie
Son nom d'espèce lui a été donné en référence au lieu de sa découverte, Sutikva.

## Publication originale
- Ćurčić, Rađa, Dimitrijević, Vesović, Ćurčić & Ćurčić, 2021 : « Roncus sutikvae sp.n. (Pseudoscorpiones: Neobisiidae), a new epigean pseudoscorpion from central Dalmatia (Croatia). » Arthropoda Selecta, sér. , vol. 30, no 2, p. 205-215 (texte intégral).